# Claude Renard
Claude Renard (* 12. August 1946 in Boussu; † 17. Februar 2019) war ein belgischer Comiczeichner und -lehrer.
Renard zeichnete in den 1960er Jahren erste Comic-Kurzgeschichten für das Magazin Spirou. Nach dieser Zeit kam er ans Institut Saint-Luc in Brüssel, wo er von Eddy Paape unterrichtet wurde und dessen Assistent wurde. Ab 1976 nahm Renard Paapes Stelle als sein Nachfolger ein.
Für François Schuiten textete er ab 1979 die Geschichten Die Medianen von Zymbiola (Aux médianes de Cymbiola) und Das Gleis (Le Rail). Von 1983 bis 1986 schuf er zwei Alben um Ivan Casablanca. Alle Geschichten sind in Métal hurlant und als Album bei Les Humanoïdes Associés erschienen, auf Deutsch bei Arboris. 1984 entwarf er mit Schuiten die Kostüme für den Film Gwendoline.